# 프레이 (2022년 영화)
《프레이》(영어: Prey)는 2022년 공개된 미국의 SF 공포 액션 영화로, 댄 트랙턴버그가 감독을 맡았다. 영화 《프레데터》 시리즈의 다섯 번째 작품이며, 다른 시리즈 작품들의 프리퀄 작품이다. 프레데터들의 지구로의 첫 여정을 다룬다.

## 줄거리
1719년, 그레이트플레인스에서 치료사로 훈련받은 어린 코만치족 여성 나루는 오빠 타베처럼 훌륭한 사냥꾼이 되기를 꿈꾼다. 사슴을 쫓던 그녀는 하늘에서 이상한 빛을 목격하고, 이를 천둥새이자 사냥꾼이 될 준비가 되었다는 신호로 믿지만, 실제로는 외계 사냥꾼의 강하선이다. 나중에 부족 전사 푸히가 퓨마에게 잡힌다. 나루는 수색대에 동행하여 거의 죽어가는 푸히를 찾아낸다. 그녀는 푸히의 상처를 치료하고 출혈을 늦추기 위해 체온을 낮추는 주황색 토치야야 약초를 준다. 나루는 수색대와 푸히와 함께 돌아오고, 타베는 퓨마를 사냥하기 위해 남는다. 크고 특이한 발자국과 가죽이 벗겨진 방울뱀을 발견한 나루는 파케와 함께 되돌아가 타베와 다시 만난다. 세 사람은 퓨마를 위한 덫을 설치하지만, 퓨마가 파케를 죽인다.
나루는 퓨마와 대치하지만, 멀리서 들리는 큰 포효와 빛에 정신이 팔려 의식을 잃는다. 그녀는 타베에게 업혀 집으로 돌아와 깨어난다. 타베는 나중에 동물을 들고 마을로 돌아와 전쟁 추장의 칭호를 얻는다. 숲에 더 큰 위협이 있다고 확신한 나루는 자신의 개 사리와 함께 떠난다. 그녀는 늪 구덩이에 빠져 간신히 탈출하지만, 회색곰의 공격을 받는다. 회색곰은 그녀를 궁지에 몰지만 외계 사냥꾼에게 죽임을 당하고, 나루는 자신을 찾으러 온 코만치족 무리를 만나기 전에 탈출할 시간을 얻는다. 나루는 코만치족 설화 속 괴물인 피아 무피치('어미 올빼미')를 본따 '무피치'라고 부르는 사냥꾼에게 매복 공격을 당해 사람들을 죽이고, 나루는 발 덫에 걸린다.
프랑스인 보야저들이 나루와 사리를 발견하여 우리에 가둔다. 그들의 통역사 라파엘 아돌리니는 프랑스인들이 이전에 만난 적이 있는 무피치에 대해 나루에게 묻는다. 그녀가 말하기를 거부하자, 선두 보야저는 타베를 인질로 잡고 고문한 후 두 남매를 미끼로 사용하여 무피치를 잡으려 한다. 무피치는 대부분의 프랑스인들을 죽이고 타베와 나루는 탈출한다. 나루는 야영지에서 사리를 구출하고 죽어가는 라파엘을 발견한다. 라파엘은 잘린 다리를 치료해주는 대가로 자신의 플린트락 권총 사용법을 가르쳐준다. 나루는 그에게 주황색 토치야야를 주어 출혈을 멈추고 체온을 낮춘다. 무피치가 도착하자 라파엘은 죽은 척한다. 나루는 무피치가 그의 낮아진 체온 때문에 그를 볼 수 없다는 것을 깨닫는다. 무피치가 실수로 라파엘을 밟자, 라파엘은 비명을 지르고 죽임을 당한다.
타베가 말을 타고 도착하여 나루를 구한다. 그들은 함께 무피치를 약화시키고, 무피치는 타베를 죽인다. 나루는 도망쳐 살아남은 선두 보야저를 발견하고 그를 붙잡아 미끼로 사용한다. 주황색 토치야야를 섭취하여 자신의 체온을 숨긴 그녀는 라파엘의 권총을 사용하여 보야저를 죽인 무피치를 매복 공격하여 그의 가면을 떨어뜨린다. 그녀는 그 가면이 그의 스피어 건을 지시하는 데 사용된다는 것을 알고 있다. 그녀는 장치를 훔쳐 무피치를 늪으로 유인하여 가면을 구덩이를 향하게 놓는다. 그녀는 무피치와 싸우고, 무피치는 늪에 빠진다. 그는 나루에게 스피어 건을 발사하지만 빗나간다. 가면은 발사체를 무피치에게 다시 유도하여 그를 죽인다. 나루는 그의 머리를 잘라내고 빛나는 초록색 피로 얼굴에 그림을 그린다. 그녀는 그의 머리를 들고 마을로 돌아와 새로운 전쟁 추장으로 선포된다. 나루는 부족에게 이제 이동할 때라고 알린다.
엔딩 크레디트가 시작되는 동안, 이야기는 일련의 장부 그림으로 요약되며, 세 명의 사냥꾼 형제들의 외계 우주선이 부족을 향해 내려오는 묘사로 끝난다.